# Гафуров, Ибрагим Усманович
Ибрагим Усманович Гафуров (узб. Иброҳим Ғафуров; род. 27 декабря 1937) — советский и узбекский литературовед, писатель, переводчик, а также политик. Кандидат филологических наук (1973), заслуженный деятель искусств Республики Узбекистан. Герой Узбекистана (2021).
В 1961 году окончил филологический факультет Ташкентского государственного университета. Работал в Издательстве литературы и искусства им. Гафура Гуляма, в 1970—1982 годах — заместитель главного редактора. В 1982—1995 годах занимал аналогичную должность в газете «Ўзбекистон адабиёти ва санъати» («Литература и искусство Узбекистана»).
В 1995 году после создания Демократической партии Узбекистана «Миллий тикланиш» («Национальное возрождение») стал первым заместителем председателя и главным редактором газеты «Миллий тикланиш». В 1996—2004 годах — председатель Центрального Кенгаша (Совета) партии. Депутат Олий Мажлиса 2-го созыва (1999—2004).
Перевёл на узбекский язык ряд классических произведений («Преступление и наказание», «Игрок» Ф. М. Достоевского, «Милый друг» Г. де Мопассана, «Старик и море», «Прощай, оружие» Э. Хемингуэя, «Улисс» Дж. Джойса, «Панчатантра» и др.).
Лауреат Государственной премии Узбекской ССР имени Хамзы (1989), также награждён орденом «Дустлик» (1995).